# Johanneskirche (Kachtenhausen)

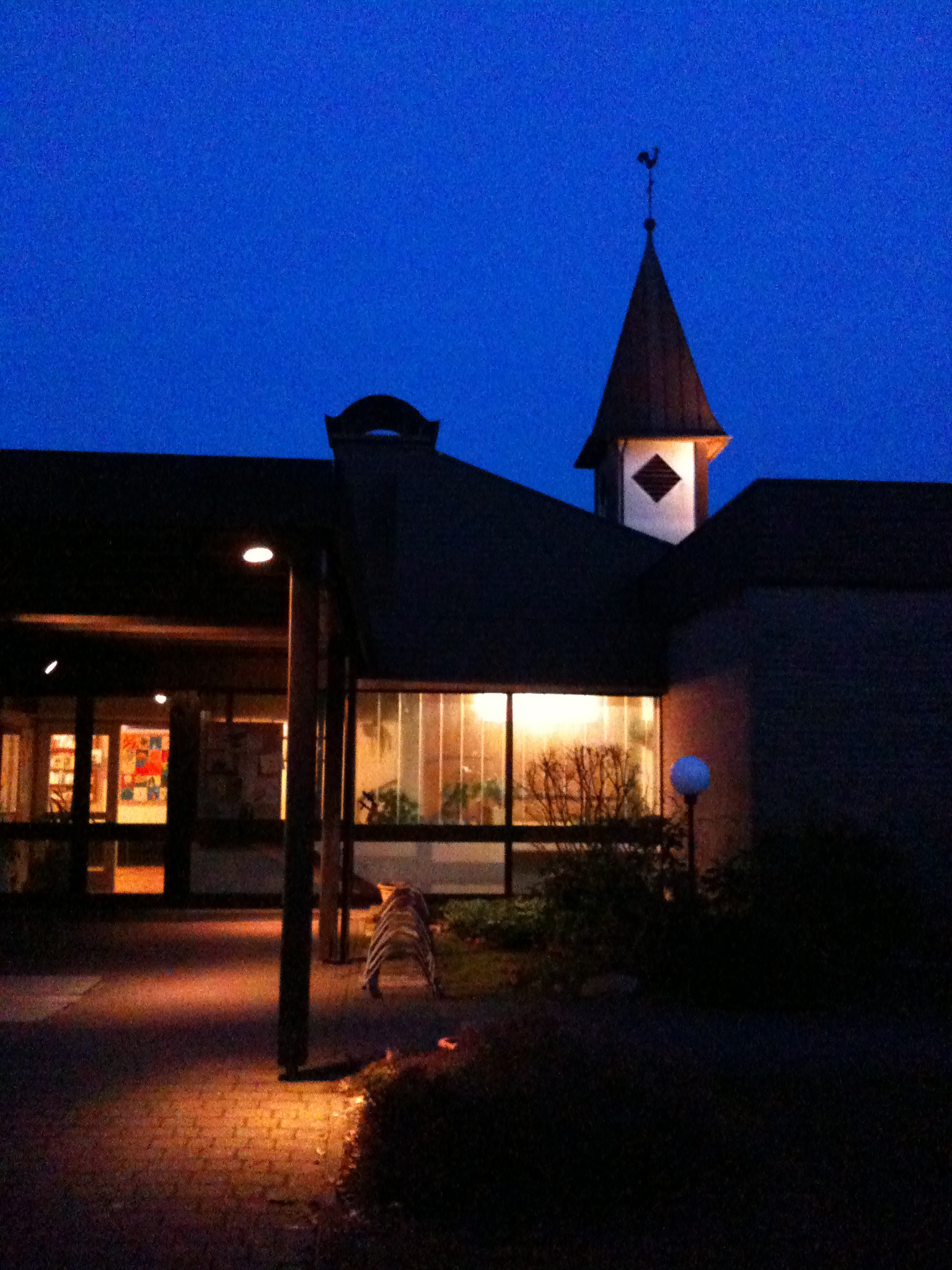
Johanneskirche und Gemeindezentrum in Kachtenhausen

Die Johanneskirche ist eine evangelisch-reformierte Kirche  im Ortsteil Kachtenhausen der Stadt Lage im Kreis Lippe. Sie ist bis heute der letzte Kirchenneubau in der Lippischen Landeskirche. 

## Geschichte
Kachtenhausen war in der Vergangenheit Teil der Kirchengemeinde Helpup. Um eine Begegnungs- und Gottesdienststätte für die durch starken Zuzug wachsende Kachtenhauser Bevölkerung zu schaffen, beschloss die Kirchengemeinde Helpup, dort ein Gemeindezentrum zu bauen. Die Grundsteinlegung fand 1968 statt. Der zeittypisch in Betonschalbauweise errichtete Flachdachbau wurde am 1. Advent 1970 eingeweiht.
Zum 1. Januar 1987 wurde Kachtenhausen von der Synode der Lippischen Landeskirche der Kirchengemeinde Müssen angeschlossen. Mit dem Amtsantritt von Pfarrer Dirk Gerstendorf 1989 wurden die Bestrebungen intensiviert, Kachtenhausen zu einer eigenständigen Gemeinde zu machen, was zum 1. Januar 1992 Erfolg hatte.
Der wachsende Arbeitsumfang der neu gegründeten Gemeinde machte den Neubau einer Kirche erforderlich. Der Grundstein für die Johanneskirche wurde am 12. Juni 1995 gelegt. Am 24. Dezember 1995 wurde die Kirche mit dem Heiligabendgottesdienst in Gebrauch genommen, aber erst am 7. Januar 1996 offiziell eingeweiht.

## Architektur und Ausstattung
Der Kirchturm erreicht bis zum Wetterhahn eine Gesamthöhe von 23 Metern. Der Innenraum der Kirche hat einen achteckigen Grundriss und verfügt über eine mit zusätzlichen Sitzplätzen versehene Orgelempore. Der Glockenturm ist direkt an den Gottesdienstraum angeschlossen. Die Kirche wurde von dem ortsansässigen Architekten Friedhelm Perl entworfen, der auch die Bauaufsicht übernahm. Der Kirchbau wurde direkt an das schon bestehende Gemeindezentrum angebaut und erweitert dieses. Erbaut wurde die Kirche aus modernem Kalksandstein und Betonsäulen. Das Dach besteht aus einer Holzkonstruktion, die im Kirchraum vertäfelt ist.
Ein wiederkehrendes Gestaltungselement der Kirche ist die Raute, die sich in den Kirchenfenstern und den Schallaustritten des Turmes wiederfindet. Seit Ende 2010 findet sich die Raute auch im Logo der Gemeinde.

### Orgel
Die Orgel der Johanneskirche wurde 1847 unter der Aufsicht des damaligen Orgelsachverständigen der Lippischen Landeskirche, Seminar-Insp. Adolf Dresel, durch eine der im westfälischen Raum bedeutenden Orgelbauwerkstätten (Oestreich, Heeren, Kuhlmann oder Möhling) für die Kapelle des Schlosses Schieder gebaut. Nach der Irrfahrt durch einige lippische Gemeinden in den 1950er- und 1960er-Jahren wurde das Instrument vom Orgelsachverständigen Alexander Wagner vor der Vernichtung bewahrt und 1971 im Auftrag der Lippischen Landeskirche durch die Orgelbauwerkstatt Gustav Steinmann, Vlotho, und die Restaurierungswerkstatt Anton Ochsenfarth, Paderborn, restauriert und im Gemeindezentrum Kachtenhausen aufgestellt. Nach dem Kirchenneubau wurde die Orgel auf der Empore der Johanneskirche installiert.

### Kirchenfenster
Die sechs Kirchenfenster wurden nach Entwürfen von Michael Lönne und Jörn Neumann von der Paderborner Glasmalerei Peters hergestellt. Dabei wurde erstmals ein Verfahren zum Einsatz gebracht, bei dem Mehrscheiben-Isolierglas vor dem Zusammenbau von innen bearbeitet wurde. Die Fenster zeigen eine Interpretation des Gemeindemottos nach Johannes 7,38: Wer an mich glaubt, wie die Schrift sagt, von dessen Leib werden Ströme lebendigen Wassers fließen. Dieses Bibelwort findet sich auch auf den Wandbehängen, die an der Stirnwand des Innenraums aufgehängt sind.

### Glocken
Die Glocken wurden 1995 von der Firma Gebr. Rincker gegossen. Sie sind in einem aus Stahlprofilen gefertigten Glockenstuhl aufgehängt, der auch noch Platz für eine vierte Glocke bietet. Vor dem Aufhängen wurden die Glocken in einem Umzug durch die Gemeindeteile gefahren.
| Nr. | Name                       | Gussjahr | Gießer        | Ø (mm) | Masse (kg) | Material      | Schlagton (HT-1/16) | Inschrift                      |
| 1   | Große Glocke (Totenglocke) | 1995     | Gebr. Rincker | 811    | 315        | Glockenbronze | h1 −4               | NOCH SEINE GÜTE VON MIR WENDET |
| 2   | Mittlere Glocke            | 1995     | Gebr. Rincker | 738    | 240        | Glockenbronze | cis2 −4             | DER MEIN GEBET NICHT VERWIRFT  |
| 3   | Kleine Glocke              | 1995     | Gebr. Rincker | 696    | 205        | Glockenbronze | d2 −2               | GELOBT SEI GOTT                |

#### Läuteordnung
Die Glocken der Johanneskirche läuten vor jedem Gottesdienst für zehn und nach dem Gottesdienst für fünf Minuten. An jedem Samstag um 18 Uhr wird der Sonntag mit dem Vollgeläut eingeläutet, am Sonntag um 18 Uhr ebenfalls mit dem Vollgeläut ausgeläutet. Wenn ein Gemeindeglied verstorben ist, wird am Todestag bzw. am Tag danach um 12 Uhr die Totenglocke für 5 Minuten geläutet.